# Philodromus insulanus
Philodromus insulanus är en spindelart som beskrevs av Kulczynski 1905. Philodromus insulanus ingår i släktet Philodromus och familjen snabblöparspindlar.
Artens utbredningsområde är Madeira. Inga underarter finns listade i Catalogue of Life.